# Avid Everywhere
Avid Everywhereは、アビッド・テクノロジーが2013年に発表したビジョン。個人から企業、ポストプロダクション、放送局、教育など、さまざまな分野でデジタルコンテンツを扱うクリエイターが効率的に制作・配信・収益化できるようにするための制作環境を提供し、その制作者と視聴者を結びつけるというプロセスを促進することを目的としたビジョン。
その為に、Avidが共通のサービス・プラットフォームを構築し、ユーザーがコンテンツ制作やアセットの共有・管理、コラボレーション、販売が行えるアプリケーションやサービスを提供する。そのAvid Everywhereビジョンのベースとなるプラットフォームは、Avid MediaCentral Platformと呼ばれる。また、その代表的なアプリケーションとして、Avid Media ComposerとPro Toolsがある。
Avid MediaCentral Platformのソフトウェア開発キット(SDK)やアプリケーションプログラミングインタフェース(API)は公開されており、ユーザーやメーカーはAvidアプリケーション向けのプラグインやハードウェア、クラウドサービスなど自由に開発を行い、Avidマーケットプレイスを通じて販売も行える。
また、メンバー間でより深いレベルでコラボレーションや連携を討議するコミュニティの場として「Avid Customer Association」が設立されている。このAvid Customer Associationが主体となって毎年NAB Show期間中にAvidユーザーが集う「Avid Connect」が開催されている。